# Hellmuth Karasek
Pour les articles homonymes, voir Karasek.
Hellmuth Karasek  est un journaliste et écrivain allemand né le 4 janvier 1934 à Brno (Tchécoslovaquie) et mort le 29 septembre 2015  à Hambourg (Allemagne). Critique littéraire et romancier, il est l'auteur de plusieurs livres sur la littérature et le cinéma.

## Biographie
Il a fait partie des critiques de l'émission de télévision littéraire allemande Das Literarische Quartett de 1988 à 2001. 

## Œuvres en allemand
- Das sogenannte „schmückende“ Beiwort. Beiträge zu einer neuhochdeutschen Poetik, Diss. Tübingen, 1958
- Carl Sternheim, Friedrich (Dramatiker des Welttheaters 4), Velber bei Hannover, 1965
- Max Frisch, Friedrich (Dramatiker des Welttheaters 17), Velber bei Hannover, 1966
- Deutschland deine Dichter. Die Federhalter der Nation, Hoffmann und Campe, Hambourg, 1970
- Bertolt Brecht. Der jüngste Fall eines Theaterklassikers, Kindler, Münich, 1978
- Karaseks Kulturkritik. Literatur, Film, Theater, Rasch und Röhring, Hambourg 1988
- Billy Wilder. Eine Nahaufnahme, Hoffmann und Campe, Hambourg 1992; actualisé et augmenté, Neuauflage, Hambourg, 2006,  (ISBN 3-455-09553-4)
- Mein Kino. Die 100 schönsten Filme, Hoffmann und Campe, Hambourg 1994,  (ISBN 3-455-08564-4)
- Go West! Eine Biographie der fünfziger Jahre, Hoffmann und Campe, Hambourg 1996,  (ISBN 3-455-08563-6)
- Hand in Handy, Hoffmann und Campe, Hambourg 1997
- Das Magazin, roman, Rowohlt, Reinbek, 1998
- Mit Kanonen auf Spatzen. Geschichten zum Beginn der Woche, Kiepenheuer und Witsch (KiWi 568), Cologne, 2000,  (ISBN 3-462-02904-5)
- Betrug, roman, Ullstein, Berlin, 2001,  (ISBN 3-89834-025-2)
- Karambolagen. Begegnungen mit Zeitgenossen, Ullstein, Berlin, 2002; livre de poche, Berlin, 2004,  (ISBN 3-548-36494-2)
- Freuds Couch & Hempels Sofa. Das Buch der Vergleiche, Kiepenheuer und Witsch (KiWi 850), Cologne, 2004,  (ISBN 3-462-03433-2)
- Auf der Flucht. Erinnerungen, Ullstein, Berlin 2004; livre de poche, Berlin, 2006,  (ISBN 3-548-36817-4)
- Süßer Vogel Jugend oder Der Abend wirft längere Schatten, Hoffmann und Campe, Hambourg, 2006,  (ISBN 3-455-40016-7)
- Vom Küssen der Kröten und andere Zwischenfälle, Hoffmann und Campe, Hambourg, 2008,  (ISBN 3-455-40107-4)
- Ihr tausendfaches Weh und Ach, Hoffmann und Campe, Hambourg, 2009,  (ISBN 978-3455-40193-6)
- Im Paradies gibt's keine roten Ampeln, Hoffmann und Campe, Hambourg, 2011,  (ISBN 978-3-455-50205-3)
- Soll das ein Witz sein? Humor ist, wenn man trotzdem lacht., Quadriga, Berlin, 2011,  (ISBN 978-3-86995-015-0).